# Loon (piosenkarz)
Loon, właściwie Amir Junaid Muhadith (ur. Chauncey Lamont Hawkins, 20 czerwca 1975 w Harlemie w Nowym Jorku) – amerykański raper i piosenkarz R&B.
Uwagę na siebie zwrócił współpracą z Puff Daddym. W połowie 2002 r. Puff Daddy z udziałem Loona oraz Ushera nagrał piosenkę Need A Girl (Part One), która okazała się wielkim sukcesem.
Również inni wykonawcy angażowali go do nagrania swoich utworów, m.in. Toni Braxton w Hit The Freeway.
W 2004 roku Loon opuścił wytwórnię płytową Bad Boy Records należącą do P. Diddiego i założył swoją własną Boss Up Entertainment.
Jest muzułmaninem.

## Dyskografia
Opracowano na podstawie źródła.

### Albumy studyjne
- Loon (2003)
- No Friends (2006)
- Wizard of Harlem (2006)

### Single
- Promise (So So Def Remix) (oraz Jagged Edge) (2000)
- I Need A Girl (Part One) (oraz P. Diddy, Usher) (2002)
- I Need A Girl (Part Two) (oraz P. Diddy & Ginuwine, Mario Winans, Tammy Ruggieri) (2002)
- I Do (Wanna Get Close To You) (oraz 3LW, P. Diddy) (2002)
- Hit The Freeway (oraz Toni Braxton) (2002)
- How You Want That (oraz Kelis) (2003)
- Down For Me (oraz Mario Winans) (2003)
- Show Me Your Soul (oraz P. Diddy, Lenny Kravitz, Pharrel Williams) (2004)